# Mariao
Mariao (Marriw) és un estat del grup dels estats Khasis a Meghalaya a les muntanyes Khasi. Tenia una població el 1881 de 3.682 habitants i el 1901 de 2.289. El seu cap portava el títol de siem i el 1881 es deia U Ji Singh. Els ingressos s'estimaven el 1880 en 12 lliures (120 rúpies) i el 1903 en 390. Els productes principals eren arròs, mill, moresc i canya de sucre. La capital era Mariao. El prefix "mao" vol dir "pedra" i està en molts noms geogràfics khasis.